# Amor International 1995
Die Amor International 1995 im Badminton fanden vom 7. bis 9. April 1995 in Groningen statt. 

## Sieger und Platzierte
| Disziplin    | Gold                        | Silber                           | Bronze                                |
| ------------ | --------------------------- | -------------------------------- | ------------------------------------- |
| Herreneinzel | Peter Rasmussen             | Martin Lundgaard Hansen          | Thomas Søgaard                        |
| Herreneinzel | Peter Rasmussen             | Martin Lundgaard Hansen          | Henrik Sørensen                       |
| Dameneinzel  | Monique Hoogland            | Carolien Glebbeek                | Song Yang                             |
| Dameneinzel  | Monique Hoogland            | Carolien Glebbeek                | Mette Pedersen                        |
| Herrendoppel | Allan Borch Janek Roos      | Robert Mateusiak Damian Pławecki | Gerben Bruijstens Rolf Monteiro       |
| Herrendoppel | Allan Borch Janek Roos      | Robert Mateusiak Damian Pławecki | Stephan Kuhl Kai Mitteldorf           |
| Damendoppel  | Tanja Berg Mette Pedersen   | Rhonda Cator Amanda Hardy        | Charlotte Madsen Karin Steffensen     |
| Damendoppel  | Tanja Berg Mette Pedersen   | Rhonda Cator Amanda Hardy        | Nicole van Hooren Georgy van Soerland |
| Mixed        | Janek Roos Charlotte Madsen | Ron Michels Nicole van Hooren    | Allan Borch Karin Steffensen          |
| Mixed        | Janek Roos Charlotte Madsen | Ron Michels Nicole van Hooren    | Peter Blackburn Rhonda Cator          |